# Christian Vidsteen
Christian Bang Vidsteen, född 11 januari 1832 i Tysnes, död 1915, var en norsk läkare och språkforskare.
Vidsteen tog medicinsk examen 1856, var från 1858 distriktsläkare i Sunnfjord och från 1863 i Ytre Sunnhordland. Han sysslade under sin läkarpraktik och särskilt efter att ha tagit avsked (1882) med språkliga undersökningar, i vilket syfte han även i ett år vistades på Island. Han utgav Oplysninger om Bygdemaalene i Søndhordland (1882), Oplysninger om Bygdemaalene i Hardanger (med ett bihang om färöiska, 1885), Oplysninger om Vossemaalet (1884) och Ordbog over Bygdemaalene i Søndhordland (1900). Det sistnämnda arbetet, som kan betecknas som Vidsteens huvudarbete, var den första detaljbehandlingen av en enskild norsk dialekt. Trots sina brister – särskilt den mindre fullkomliga uttalsangivelsen – är väl skickad att ge en bild av denna dialekt, av dess egenheter liksom av bokmålets inflytande på denna. Den tillförde även den norska lexikografin en rad nya ord.